# 툴어시스티드 스피드런
툴어시스티드 스피드런(tool-assisted speedrun) 또는 툴어시스티드 슈퍼플레이(tool-assisted superplay, TAS)는 일반적으로 수행하기 극히 어려우면서 이론적으로 완벽한 스피드런을 만들기 위해 동작, 저속, 프레임별 이동 등의 수행을 위해 일련의 버튼을 프로그래밍하는 등의 플레이어 마음대로 다양한 도구들과 함께 에뮬레이터에서 게임을 스피드런하는 것으로 정의된다. 이 아이디어는 플레이어의 게임플레이를 더 쉽게 만들어주는 것이 아니라 인간 플레이어가 하기에는 실질적으로 불가능해 보이는 게임플레이의 시연을 만드는 것이다. 툴 어시스티드 스피드런은 해당 도구 없이 어렵거나 불가능한 게임플레이를 가능케 한다.

## 같이 보기
- 스피드런
- 타임 어택
- 득점
- 데모 게임
- E스포츠
- 피아노 롤

## 참고 문헌
- Turner, B. (2005). “Smashing the Clock”. 1UP.com. 2010년 1월 10일에 확인함.
- Totilo, S. (2006). “Gamers Divided Over Freakish Feats Achieved With Tool-Assisted Speed Runs”. MTV News. 2007년 10월 1일에 원본 문서에서 보존된 문서. 2010년 1월 10일에 확인함.